# Ministri dell'economia della Romania
Questo elenco comprende i ministri dell'economia della Romania a partire dal 1989.

## Lista dei ministri dell'economia
Tra il 19 novembre 1992 e il 19 giugno 2003 le attribuzioni relative alla gestione dell'economia sono state detenute da altri ministeri in base al settore produttivo. Per la lista dei ministri in tale periodo vedi Ministri dell'industria della Romania e Ministri del commercio della Romania.
Tra il 30 aprile 1991 e il 19 novembre 1992 e tra il 5 aprile 2007 e il 22 dicembre 2008 il dicastero dell'economia è stato unificato con quello delle finanze. Per la lista dei ministri delle finanze al di fuori di tali periodi, vedi Ministri delle finanze della Romania.
| Ministro | Ministro      | Ministro                                  | Partito                      | Governo              | Mandato           | Mandato           | Leg.        |
| Ministro | Ministro      | Ministro                                  | Partito                      | Governo              | Inizio            | Fine              | Leg.        |
| --- | ------------- | ----------------------------------------- | ---------------------------- | -------------------- | ----------------- | ----------------- | ----------- |
| Economia nazionale (Ministerul economiei naționale) |               |                                           |                              |                      |                   |                   |             |
| |               | Victor Stănculescu (1928-2016)            | Indipendente                 | Governo Roman I      | 28 dicembre 1989  | 16 febbraio 1990  | Provvisoria |
| Economia e finanze (Ministerul economiei și finanțelor) |               |                                           |                              |                      |                   |                   |             |
| |               | Eugen Dijmărescu (1948)                   | Fronte di Salvezza Nazionale | Governo Roman II     | 30 aprile 1991    | 16 ottobre 1991   | I           |
| |               | George Danielescu (1949)                  | Partito Nazionale Liberale   | Governo Stolojan     | 16 ottobre 1991   | 19 novembre 1992  | I           |
| Il 19 novembre 1992 le attribuzioni relative alla gestione dell'economia sono state trasferite al Ministero del commercio e al Ministero delle industrie Dal 19 giugno 2003 Economia e commercio (Ministerul economiei și comerțului) |               |                                           |                              |                      |                   |                   |             |
| |               | Dan Ioan Popescu (1948)                   | Partito Social Democratico   | Governo Năstase      | 19 giugno 2003    | 28 dicembre 2004  | IV          |
| |               | Codruț Șereș (1969)                       | Partito Umanista Rumeno      | Governo Tăriceanu I  | 29 dicembre 2004  | 4 dicembre 2006   | V           |
| |               | Varujan Vosganian (1958)                  | Partito Nazionale Liberale   | Governo Tăriceanu I  | 12 dicembre 2006  | 5 aprile 2007     | V           |
| Economia e finanze (Ministerul economiei și finanțelor) |               |                                           |                              |                      |                   |                   |             |
| |               | Varujan Vosganian (1958)                  | Partito Nazionale Liberale   | Governo Tăriceanu II | 5 aprile 2007     | 22 dicembre 2008  | V           |
| Economia (Ministerul economiei) |               |                                           |                              |                      |                   |                   |             |
| |               | Adriean Videanu (1962)                    | Partito Democratico Liberale | Governo Boc I        | 22 dicembre 2008  | 23 dicembre 2009  | VI          |
| Economia, commercio e imprese (Ministerul economiei, comerțului și mediului de afaceri) |               |                                           |                              |                      |                   |                   |             |
| |               | Adriean Videanu (1962)                    | Partito Democratico Liberale | Governo Boc II       | 23 dicembre 2009  | 3 settembre 2010  | VI          |
| |               | Ion Ariton (1956)                         | Partito Democratico Liberale | Governo Boc II       | 3 settembre 2010  | 9 febbraio 2012   | VI          |
| |               | Lucian Bode (1974)                        | Partito Democratico Liberale | Governo Ungureanu    | 9 febbraio 2012   | 7 maggio 2012     | VI          |
| |               | Daniel Chițoiu (1967)                     | Partito Nazionale Liberale   | Governo Ponta I      | 7 maggio 2012     | 21 dicembre 2012  | VI          |
| Economia (Ministerul economiei) |               |                                           |                              |                      |                   |                   |             |
| |               | Varujan Vosganian (1958)                  | Partito Nazionale Liberale   | Governo Ponta II     | 21 dicembre 2012  | 7 ottobre 2013    | VII         |
| |               | Daniel Chițoiu (ad interim) (1967)        | Partito Nazionale Liberale   | Governo Ponta II     | 7 ottobre 2013    | 17 ottobre 2013   | VII         |
| |               | Andrei Gerea (1968)                       | Partito Nazionale Liberale   | Governo Ponta II     | 17 ottobre 2013   | 19 febbraio 2014  | VII         |
| |               | Constantin Niță (1955)                    | Partito Social Democratico   | Governo Ponta II     | 19 febbraio 2014  | 5 marzo 2014      | VII         |
| Governo Ponta III | 5 marzo 2014  | Constantin Niță (1955)                    | Partito Social Democratico   | 17 dicembre 2014     |                   |                   | VII         |
| Economia, commercio e turismo (Ministerul economiei, comerțului și turismului) |               |                                           |                              |                      |                   |                   |             |
| |               | Mihai Tudose (1967)                       | Partito Social Democratico   | Governo Ponta IV     | 17 dicembre 2014  | 17 novembre 2015  | VII         |
| Economia, commercio e rapporti con le imprese (Ministerul economiei, comerțului și relațiilor cu mediul de afaceri) |               |                                           |                              |                      |                   |                   |             |
| |               | Costin Borc (1965)                        | Indipendente                 | Governo Cioloș       | 17 novembre 2015  | 4 gennaio 2017    | VII         |
| Economia (Ministerul economiei) |               |                                           |                              |                      |                   |                   |             |
| |               | Alexandru Petrescu (?)                    | Partito Social Democratico   | Governo Grindeanu    | 4 gennaio 2017    | 23 febbraio 2017  | VIII        |
| |               | Mihai Tudose (1967)                       | Partito Social Democratico   | Governo Grindeanu    | 23 febbraio 2017  | 29 giugno 2017    | VIII        |
| |               | Mihai Fifor (1970)                        | Partito Social Democratico   | Governo Tudose       | 29 giugno 2017    | 12 settembre 2017 | VIII        |
| |               | Gheorghe Șimon (1961)                     | Partito Social Democratico   | Governo Tudose       | 12 settembre 2017 | 29 gennaio 2018   | VIII        |
| |               | Dănuț Andrușcă (1969)                     | Partito Social Democratico   | Governo Dăncilă      | 29 gennaio 2018   | 20 novembre 2018  | VIII        |
| |               | Niculae Bădălău (1960)                    | Partito Social Democratico   | Governo Dăncilă      | 20 novembre 2018  | 4 novembre 2019   | VIII        |
| Economia, energia e imprese (Ministrul economiei, energiei și mediului de afaceri) |               |                                           |                              |                      |                   |                   |             |
| |               | Virgil Daniel Popescu (1968)              | Partito Nazionale Liberale   | Governo Orban I      | 4 novembre 2019   | 14 marzo 2020     | VIII        |
| Governo Orban II | 14 marzo 2020 | Virgil Daniel Popescu (1968)              | Partito Nazionale Liberale   | 23 dicembre 2020     |                   |                   | VIII        |
| Economia, imprenditoria e turismo (Ministerul economiei, antreprenoriatului și turismului) |               |                                           |                              |                      |                   |                   |             |
| |               | Claudiu Năsui (1985)                      | Alleanza 2020 USR PLUS       | Governo Cîțu         | 23 dicembre 2020  | 7 settembre 2021  | IX          |
| |               | Virgil Daniel Popescu (ad interim) (1968) | Partito Nazionale Liberale   | Governo Cîțu         | 8 settembre 2021  | 25 novembre 2021  | IX          |
| Economia (Ministerul economiei) |               |                                           |                              |                      |                   |                   |             |
| |               | Florin Spătaru (1969)                     | Partito Social Democratico   | Governo Ciucă        | 25 novembre 2021  | 15 giugno 2023    | IX          |
| Economia, imprenditoria e turismo (Ministerul economiei, antreprenoriatului și turismului) |               |                                           |                              |                      |                   |                   |             |
| |               | Radu Oprea (1970)                         | Partito Social Democratico   | Governo Ciolacu I    | 15 giugno 2023    | 23 dicembre 2024  | IX          |
| Economia, Digitalizzazione, Imprenditoria e Turismo (Ministerul Economiei, Digitalizării, Antreprenoriatului și Turismului) |               |                                           |                              |                      |                   |                   |             |
| |               | Bogdan Gruia Ivan (1991)                  | Partito Social Democratico   | Governo Ciolacu II   | 23 dicembre 2024  | In carica         | X           |